# Força eletromotriz inversa
A força eletromotriz  é a tensão elétrica desenvolvida num circuito indutivo por uma corrente variável ou alternada atravessando-o.A força eletromotriz, é também chamada de força contra-eletromotriz.Algumas formulas que podem ser uteis na matéria em questão U= r.i